# 興陽呉氏
興陽呉氏（フンヤンオし、朝鮮語: 흥양오씨）は、朝鮮氏族の一つ。本貫は全羅南道高興郡である。2015年の調査では、2,805人である。
始祖は、新羅智証王代に中国から新羅に渡来した呉瞻の24代子孫の宝城呉氏の始祖の呉賢弼の次男である呉良の4代子孫の呉完である。